# Чорнорічинський каньйон

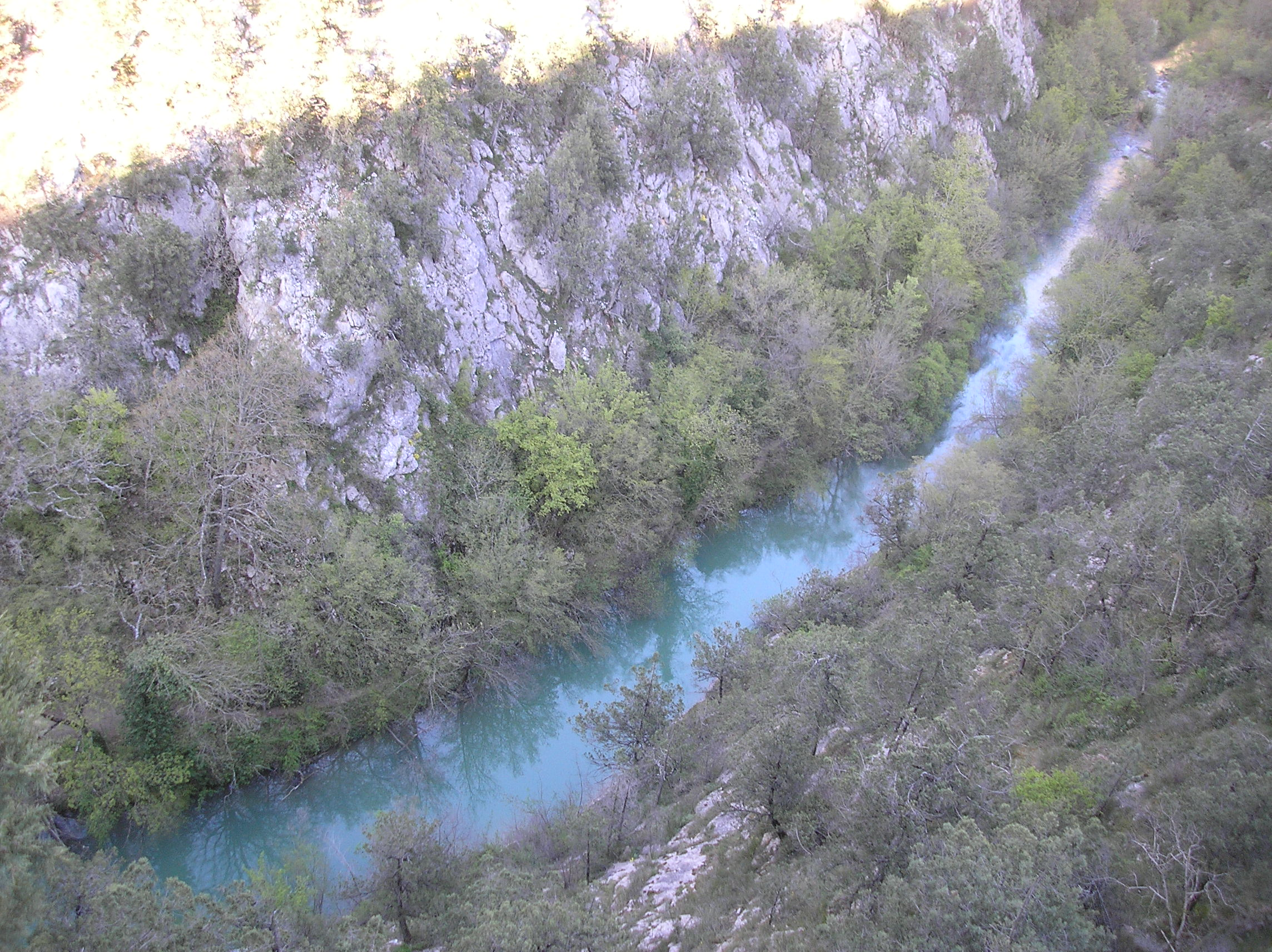
Чорноріченський каньйон

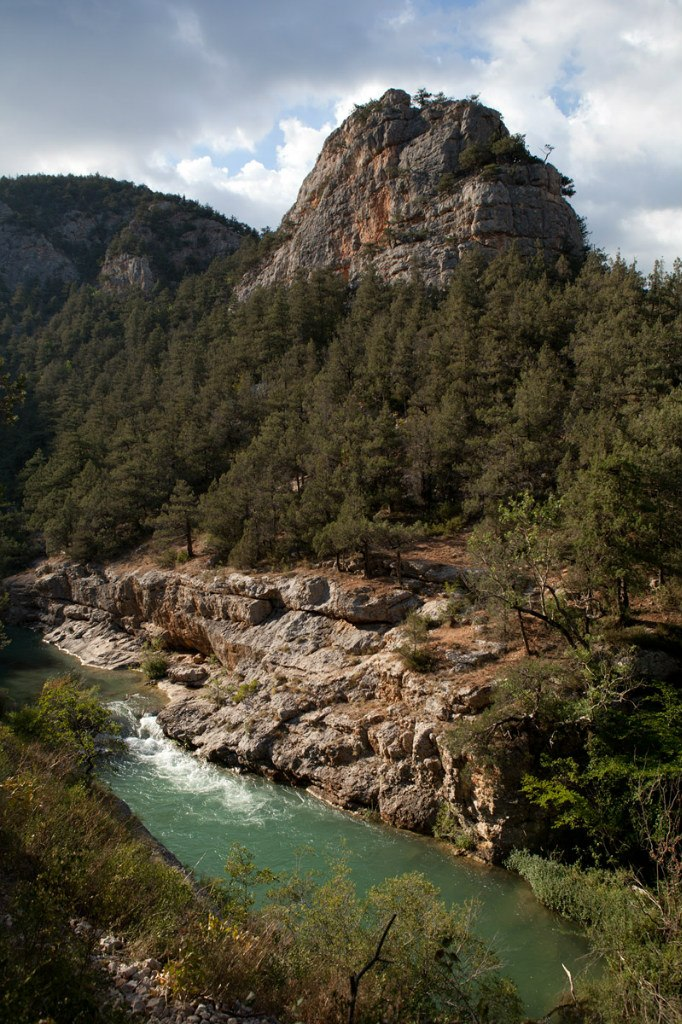
Чорноріченський каньйон

Чорнорі́чинський каньйо́н — найдовший каньйон Криму. Довжина близько 16 км. Глибока ущелина річки Чорна, стиснута скелями. У руслі — перекати, каскади, завали валунів, гальки. Місце розташування — нижче Байдарської долини. Походження ерозійно-тектонічне. Глибина річки в багатьох місцях нерідко сягає 1,5—2 м, ширина — 15—20 м. Каньйон у 1947 році було оголошено пам'яткою природи, Чорну річку в 1974 році — геологічним заказником. З 1990 року входить до заказника Байдарський.
Приблизно в середині каньйону знаходиться печера Мурзак-Коба, де виявлено сліди перебування первісної людини.